# Torneio Incentivo Pernambucano de 1974
O Torneio Incentivo Pernambucano foi uma competição estadual de futebol que ocorreu em Pernambuco, no ano de 1974. Foi organizado pela Federação Pernambucana de Futebol com a participação de 4 (quatro) equipes. Ao final da competição, o Central Sport Club foi o campão no torneio ao ficar em 1º lugar na classificação geral.

## História
A exemplo do ano anterior, a competição foi criada pela Federação Pernambucana de Futebol (FPF) com os clubes que não estavam participando de competições nacionais daquele ano. O torneio teve a adesão de 4 agremiações, três da capital do estado e uma do interior. O Campeonato iniciou e findou no ano de 1974, sendo a última partida disputada no mês de junho daquele ano. A competição teve como regra a disputa entre as equipes em forma de pontos corridos, cada equipe jogava seis partidas em jogos de ida e volta, o clube que estivesse na 1ª colocação ao término da última rodada era o campeão do torneio. Em caso de vitória era contabilizado 2 pontos e no caso de empate 1 ponto.

## Participantes
- América
- Central
- Ferroviário do Recife
- Íbis

## 1º Turno
| Time 1                | Placar | Time 2                | Data       |
| --------------------- | ------ | --------------------- | ---------- |
| América               | 3-0    | Íbis                  | 30.03.1974 |
| Central               | 1-0    | Ferroviário do Recife | 30.03.1974 |
| Ferroviário do Recife | 1-1    | América               | 06.04.1974 |
| Ferroviário do Recife | 6-0    | Íbis                  | 13.04.1974 |
| Central               | 2-0    | América               | 13.04.1974 |
| Central               | 3-1    | Íbis                  | 21.04.1974 |

## 2º Turno
| Time 1                | Placar | Time 2                | Data       |
| --------------------- | ------ | --------------------- | ---------- |
| Íbis                  | 1-3    | América               | 04.05.1974 |
| Ferroviário do Recife | 0-0    | Central               | 11.05.1974 |
| Íbis                  | 2-1    | Ferroviário do Recife | 18.05.1974 |
| Íbis                  | 1-2    | Central               | 25.05.1974 |
| América               | 0-1    | Ferroviário do Recife | 02.06.1974 |
| América               | 1-2    | Central               | 09.06.1974 |

## Classificação Final
| Classificação - Final | Classificação - Final | Classificação - Final | Classificação - Final | Classificação - Final | Classificação - Final | Classificação - Final | Classificação - Final | Classificação - Final | Classificação - Final |
| Time                  | Time                  | PG                    | J                     | V                     | E                     | D                     | GP                    | GC                    | SG                    |
| --------------------- | --------------------- | --------------------- | --------------------- | --------------------- | --------------------- | --------------------- | --------------------- | --------------------- | --------------------- |
| 1                     | Central               | 11                    | 6                     | 5                     | 1                     | 0                     | 10                    | 3                     | +7                    |
| 2                     | Ferroviário do Recife | 6                     | 6                     | 2                     | 2                     | 2                     | 9                     | 4                     | +5                    |
| 3                     | América               | 5                     | 6                     | 2                     | 1                     | 3                     | 8                     | 7                     | +1                    |
| 4                     | Íbis                  | 2                     | 6                     | 1                     | 0                     | 5                     | 5                     | 18                    | -13                   |

* Nota: O Central se sagrou campeão invicto da competição.
| Torneio Incentivo Pernambucano de 1974 |
| -------------------------------------- |
| Central Sport Club Campeão             |